# Martensiomyces
Martensiomyces är ett släkte av svampar. Martensiomyces ingår i familjen Kickxellaceae, ordningen Kickxellales, divisionen oksvampar och riket svampar.
|                | Coemansia                                    |
|                |                                              |
|                | Kickxella                                    |
|                |                                              |
|                | Martensella                                  |
|                |                                              |
|                | Mycoëmilia                                   |
|                |                                              |
|                | Ramicandelaber                               |
|                |                                              |
|                | Myconymphaea                                 |
|                |                                              |
|                | Spiromyces                                   |
|                |                                              |
|                | Linderina                                    |
|                |                                              |
|                | Dipsacomyces                                 |
|                |                                              |
|                | Pinnaticoemansia                             |
|                |                                              |
|                | Spirodactylon                                |
|                |                                              |
| Martensiomyces | \| \| Martensiomyces pterosporus \| \| \| \| |
|                | \| \| Martensiomyces pterosporus \| \| \| \| |
|                | Martensiomyces pterosporus                   |
|                |                                              |

|  | Martensiomyces pterosporus |
|  |                            |